# Ildebrando Capatti
Ildebrando Capatti (Ferrara, 14 ottobre 1878 – Vigarano Mainarda, 17 giugno 1959) è stato un pittore e decoratore italiano.

## Biografia
Figlio di Pietro, verniciatore e decoratore di carrozze, e di Rosa Balboni, frequentò la Civica scuola d'arte "Dosso Dossi" di Ferrara sotto la guida dei fratelli Angelo e Giovan Battista Longanesi-Cattani, nonché di Angelo Diegoli. 
Firmò i primi lavori con il nome di Aldobrando, ad esempio quelli che presentò alle collettive del Palazzo dei Diamanti promosse dalla Benvenuto Tisi nel 1897, 1898, 1900 e 1901. Il suo pseudonimo come illustratore era KT, ossia "kappa-ti". Firmato A. Capatti è invece un quadro che raffigura Dante e Beatrice affiancati ad un pavone, verosimilmente ispirato alla Vita nova, attualmente custodito a Ferrara in collezione privata.
Agli inizi del Novecento collaborò con la bottega dei fratelli Ippolito e Giulio Medini, assimilando l'interesse per lo stile liberty. Assieme a Ippolito ed a Oreste Buzzi, realizzò tra il 1911 e il 1912 la decorazione della sala consiliare del municipio di Portomaggiore. Successivamente, a Ferrara collaborò all'esecuzione degli ornati della stazione ferroviaria (andati perduti durante i bombardamenti della Seconda guerra mondiale) e dei soffitti della Camera del Lavoro a palazzo Todeschi. Eseguiti quest'ultimi tra il 1919 e il 1920 assieme a Leone Caravita, sono da considerarsi un unicum superstite di "iconografia socialista" in Italia. A seguito dei vandalismi perpetrati dagli squadristi in tutta Italia negli anni successivi, tutte le Camere del Lavoro vennero infatti pesantemente danneggiate e, con la legislazione sindacale andata in vigore nel 1926, cessarono di esistere. La decorazione di palazzo Todeschi è l'unica sopravvissuta perché nel frattempo era stata ricoperta da una controsoffittatura.
Spaziando dal neorinascimento al barocco, Capatti eseguì "in proprio" numerose decorazioni in chiese, ville private, cappelle funerarie, alberghi. Nel 1928, insieme con Buzzi, lavorò ai restauri della Chiesa di San Paolo. Restaurò affreschi nella cattedrale, nel Palazzo Arcivescovile, nel palazzo di Ludovico il Moro e nella sede delle Poste in Corso della Giovecca a fianco della Chiesa dei Teatini. Decorò anche il Santuario del Poggetto con ornati di soggetto mariano, oggi cancellati dopo l'ultimo restauro
Partecipò a molte mostre ferraresi tra il 1897 e il 1941; successivamente aderì al sodalizio de Al Filò, attivo negli anni cinquanta a Ferrara. Nel 1900 partecipò anche all'importante Concorso Alinari di Firenze con un'immagine mariana.
Nel Museo Civico d'arte moderna e contemporanea sono custoditi i dipinti Dietro l'orto di Palazzo Hirsch e Il gatto nella cucina; al municipio di Vigarano Mainarda Sulla tomba del compagno e Il Delta padano e le sue genti, quest'ultimo in due versioni nella collezione della Camera di commercio la Veduta del palazzo dell'Economia a Ferrara e alla Galleria civica di Latina l'Allegoria del Lavoro sul Po, donato dalla figlia Zagomilla.
Coniugato con Albina Tassinari, con lei si trasferì a Piacenza, successivamente visse gli ultimi anni a Vigarano Mainarda, dove morì. Capatti fu anche restauratore di dipinti antichi per il mercato antiquario cittadino, illustratore di giornali e scenografo per il gruppo teatrale Città di Ferrara.